# Variabili strumentali
In statistica, la stima con il metodo delle variabili strumentali è utilizzata nell'analisi di regressione lineare. Un'ipotesi standard del modello classico di regressione lineare è che le variabili esplicative non siano correlate con la componente non spiegata, o disturbo; laddove tale ipotesi viene meno, la regressione con il consueto metodo dei minimi quadrati non consentirà di ottenere stime consistenti (cioè asintoticamente corrette e con varianza asintoticamente nulla). Se tuttavia è disponibile una variabile strumentale, è ancora possibile ottenere stime consistenti.
Il metodo di stima di un modello lineare tramite variabili strumentali è anche noto come metodo dei minimi quadrati a due stadi (o 2SLS, dall'inglese Two-Stages Least Squares).

## Definizione
Illustrazione del modello generale di regressione con variabili strumentali e la sua terminologia:
{\displaystyle Y_{i}=\beta _{0}+\beta _{1}X_{1i}+\beta _{2}X_{2i}+\cdots +\beta _{k}X_{ki}+\beta _{k+r}W{ri}+Z_{1i},Z_{2i}+u_{i}}
dove:
i varia tra le osservazioni, i = 1, ...., n;
{\displaystyle Y_{i}} è variabile dipendente;
{\displaystyle X_{1i},X_{2i}+\cdots +X_{ki}} sono k regressori endogeni potenzialmente correlati con {\displaystyle u_{i}};
{\displaystyle W_{1i},W_{2i}+\cdots +W_{ri}} sono r regressori esogeni inclusi incorrelati con {\displaystyle u_{i}};
{\displaystyle \beta _{0}+\beta _{1}x_{1i}+\beta _{2}x_{2i}\cdots +\beta _{k}x_{ki}} è la retta di regressione;
{\displaystyle \beta _{0},\beta _{1}\cdots \beta {k+1}} sono coefficienti di regressione ignoti;
{\displaystyle Z_{1i},Z_{2i}\cdots Z_{mi}} sono m variabili strumentali;
{\displaystyle u_{i}} è l'errore statistico.
Vengono stimati col Metodo dei minimi quadrati a due stadi.

## Validità degli strumenti
Un insieme di strumenti {\displaystyle Z_{1i},Z_{2i}\cdots Z_{mi}} deve soddisfare due condizioni per essere valido:
- Rilevanza: lo strumento è correlato con la X. {\displaystyle Cor[Z_{i},X_{i}]\neq 0}
- Esogeneità: la parte della variazione di {\displaystyle X_{i}}, catturata dalla variabile strumentale è esogena. {\displaystyle E[u_{i}|Z_{i}]=0}

## Illustrazione del metodo
Si consideri il modello di regressione lineare:
{\displaystyle \ y_{i}=x_{i}\beta +\varepsilon _{i},\ i=1,\ldots ,N}
Nel modello classico di regressione si ipotizza che le variabili esplicative {\displaystyle \ x_{i}} non presentino correlazione con i disturbi {\displaystyle \ \varepsilon _{i}}, {\displaystyle \ {\mbox{E}}[x_{i}\varepsilon _{i}]=0}. Il metodo dei minimi quadrati ottiene lo stimatore per il parametro {\displaystyle \ \beta } come soluzione all'equazione:
{\displaystyle \ \sum _{i}x_{i}(y_{i}-x_{i}\beta )=0}
Ciò conduce allo stimatore (dei minimi quadrati ordinari, in inglese Ordinary Least Squares, o OLS):
{\displaystyle \ {\hat {\beta }}_{\mathrm {OLS} }={\frac {\sum _{i}x_{i}y_{i}}{\sum _{i}x_{i}^{2}}}={\frac {\sum _{i}x_{i}(x_{i}\beta +\varepsilon _{i})}{\sum _{i}x_{i}^{2}}}=\beta +{\frac {\sum _{i}x_{i}\varepsilon _{i}}{\sum _{i}x_{i}^{2}}}}
Poiché {\displaystyle \ x_{i}} e {\displaystyle \ \varepsilon _{i}} sono incorrelati, passando al limite per {\displaystyle \ N\rightarrow \infty } il secondo termine nell'espressione sopra converge a zero in probabilità, così che la stima {\displaystyle \ {\hat {\beta }}} è consistente.
Quando l'ipotesi standard viene meno, tuttavia, lo stimatore dei minimi quadrati non è più consistente. Può in tal caso essere utile considerare una variabile strumentale {\displaystyle \ z_{i}}, {\displaystyle \ i=1,\ldots ,N}, non correlata con il disturbo {\displaystyle \ \varepsilon _{i}} (e, idealmente, correlata con la variabile esplicativa {\displaystyle \ x_{i}}). Grazie ad essa è possibile impostare uno stimatore tramite il metodo dei momenti, tale da soddisfare la condizione:
{\displaystyle \ \sum _{i}z_{i}(y_{i}-x_{i}\beta )=0}
Dalla condizione sopra discende lo stimatore (delle variabili strumentali, in inglese Instrumental Variables, o IV):
{\displaystyle \ {\hat {\beta }}_{\mathrm {IV} }={\frac {\sum _{i}z_{i}y_{i}}{\sum _{i}z_{i}x_{i}}}={\frac {\sum _{i}z_{i}(x_{i}\beta +\varepsilon _{i})}{\sum _{i}z_{i}x_{i}}}=\beta +{\frac {\sum _{i}z_{i}\varepsilon _{i}}{\sum _{i}z_{i}x_{i}}}}
Poiché {\displaystyle \ z_{i}} e {\displaystyle \ \varepsilon _{i}} non presentano correlazione, lo stimatore {\displaystyle \ {\hat {\beta }}_{\mathrm {IV} }} godrà della proprietà di consistenza. Può essere interessante osservare che tale stimatore costituisce un caso più generale di quello ottenuto con il metodo dei minimi quadrati: in altre parole, tale metodo può essere pensato come una stima tramite variabili strumentali, in cui le stesse variabili esplicative ({\displaystyle \ x_{i}} nella notazione sopra adottata) sono utilizzate come variabili strumentali.

### Il caso multivariato
La procedura descritta sopra è immediatamente adattabile al caso multivariato. Si consideri una matrice {\displaystyle X} di N osservazioni di K regressori, e una matrice {\displaystyle Z} di N osservazioni di P variabili strumentali, tale che:
{\displaystyle y=X\beta +\varepsilon ,\quad {\mbox{E}}[X\varepsilon ]\neq 0}
dove I denota la matrice identità di dimensione N, e:
{\displaystyle \ X=Z\Gamma +u,\quad {\mbox{E}}[u]=0,\quad {\mbox{E}}[Z\varepsilon ]=0}
Si può allora scrivere:
{\displaystyle {\hat {\Gamma }}=(Z'Z)^{-1}Z'X}
{\displaystyle {\hat {X}}=Z{\hat {\Gamma }}=Z(Z'Z)^{-1}Z'X}
{\displaystyle {\hat {\beta }}_{\mathrm {IV} }=({\hat {X}}'{\hat {X}})^{-1}{\hat {X}}'y=\beta +(X'Z(Z'Z)^{-1}Z'X)^{-1}X'Z(Z'Z)^{-1}Z'\varepsilon }

## Applicazione del metodo
La correlazione tra regressori e disturbi in un modello di regressione lineare può insorgere in una serie di circostanze. Alcuni casi notevoli, generalmente menzionati in letteratura, sono:
- Omissione di variabili rilevanti, se il modello di regressione (multivariata) non include tra i regressori una variabile, che pure avrebbe rilevante potere esplicativo nei confronti della variabile dipendente;
- Errore nelle variabili esplicative, laddove i dati relativi a uno o più regressori sono affetti da un errore di misura, distinto dal disturbo {\displaystyle \ \varepsilon _{i}};
- Equazioni simultanee, nei casi in cui il sistema oggetto di analisi mette insieme diversi modelli statistici che operano simultaneamente.

Il metodo delle variabili strumentali è spesso applicato con una procedura di stima con i minimi quadrati a due stadi (in inglese, Two-Stages Least Squares, o 2SLS). Nell'approccio 2SLS, in un primo stadio di stima i regressori ({\displaystyle \ x_{i}} nella notazione sopra) sono regrediti sulle variabili strumentali ({\displaystyle \ z_{i}}), ottenendo dei valori di previsione di primo stadio {\displaystyle \ {\hat {x}}_{i}}. Nel secondo stadio, la variabile dipendente ({\displaystyle \ y_{i}}) è regredita sui valori di previsione di primo stadio {\displaystyle \ {\hat {x}}_{i}}, ottenendo le stime {\displaystyle \ {\hat {\beta }}_{\mathrm {IV} }}.
Per le sue caratteristiche, il metodo delle variabili strumentali è soggetto a problemi legati alla scelta delle variabili strumentali stesse. Al di là dei requisiti formali per il funzionamento del metodo (assenza di correlazione con i disturbi), queste ultime potranno essere individuate mediante considerazioni strettamente relative al problema oggetto di analisi statistica. Modifiche esogene di una data politica (ad es., cancellazione di un programma di borse di studio), differenze geografiche nell'applicazione di dati standard (ad es., differenze di risultati necessari per il superamento di un dato esame in diversi stati), o mera casualità potranno definire delle opportune variabili strumentali.